# Sordes
Sordes (diablo) es un género de pterosaurios ranforrincoideos de la familia Rhamphorhynchidae que vivió en el Jurásico Superior en lo que hoy es Kazajistán. Su nombre binominal es Sordes pilosus, que significa diablo peludo.

## Descripción
Sordes medía 60 cm de envergadura. Tenía una densa capa de pelo sobre la cabeza, el cuerpo y más escasa sobre las alas. Tenía unas alas cortas y anchas. Como la mayoría de los ranforrincoideos tenía una larga cola.

## Historia

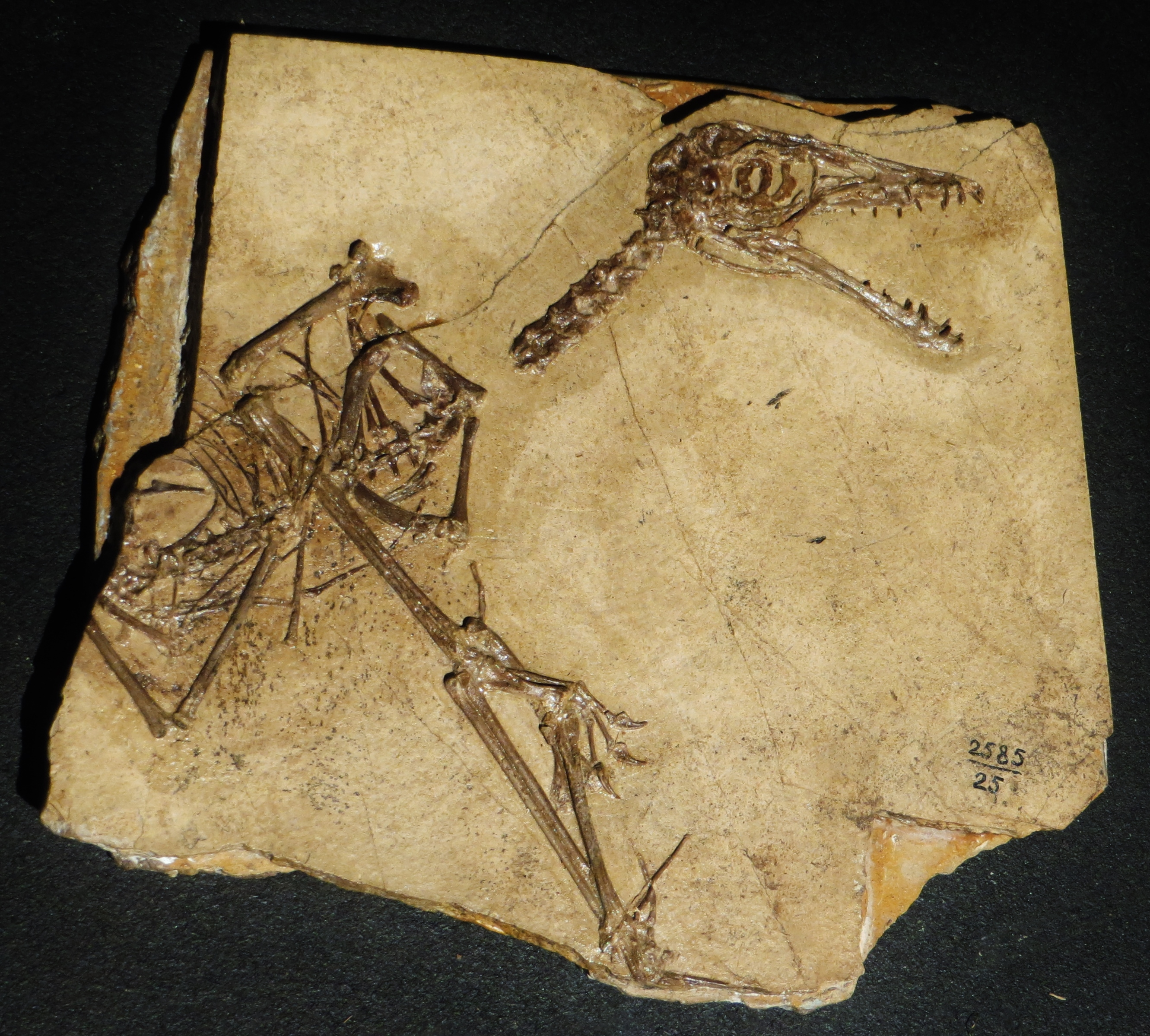
Fósil.

El primer fósil fue descubierto en los 60'; un esqueleto casi completo con huellas de partes blandas del cuerpo, incluida una capa de pelos sobre la cabeza y el cuerpo.